# Complementaridade Hídrica-Eólica
A complementaridade hídrica-eólica é uma tentativa de solucionar o problema do excedente de produção elétrica proveniente de fontes de energia renovável (fundamentalmente a energia eólica) e que acontece nos períodos em que o mercado está a consumir energia a uma potência inferior àquela a que se está a produzir.
Na prática, em Portugal, a ideia é instalar barragens com dois muros e um sistema de bombagem que utilize a energia proveniente da sobreprodução eólica para fazer a bombagem de água de volta à albufeira. Assim, depois da bombagem e do gasto da energia excedente, pode-se voltar a turbinar a mesma água para produzir energia nos períodos necessários (tipicamente diurnos). 
Obviamente, este processo gasta mais energia do que aquela que produz sendo apenas rentável para as empresas de produção porque a diferença dos preços de mercado da energia utilizada na primeira parte do processo e da energia vendida no segundo momento permite uma margem de lucro. Contudo, este método só pode ser aplicado nos períodos em que o rio leve um caudal reduzido relativamente àquilo que a albufeira e o débito da barragem suportem; caso contrário não pode ser aplicado.